# Ibn Tifilwit
Ibn Tifilwit (arabisch ابن تيفلويت, DMG Ibn Tīfilwīt, mit vollständigem Namen Abu Bakr ibn Ibrahim ibn Tifilwit (أبو بكر بن إبراهيم بن تيفلويت, DMG Abū Bakr b. Ibrāhīm b. Tīfilwīt)) war der Schwager von Ali ibn Yusuf und zwischen 1115 und 1117 letzter almoravidischer Emir im Taifa-Königreich von Saragossa.

## Leben
Im Gegensatz zu seinem kriegerischen Vorgänger Muhammad ibn al-Hadsch war Ibn Tifilwit ein friedliebender Herrscher, der sich mit Poeten wie beispielsweise Ibn Chafadscha aus Alzira umgab. Von ihm ist nur eine kleinere kriegerische Unternehmung  gegen Borja und Rueda de Jalón bekannt, mit der er Abd al-Malik Imad ad-Daula in die Schranken weisen wollte. Der entthronte Hudidenherrscher war nämlich zum Vasall von Alfons I. von Aragón geworden und überzog den Distrikt von Saragossa mit Feindseligkeiten.
Ibn Tifilwit gab sich lieber Höfischem hin und war so in den Salons des Festungspalastes der Aljafería zum Kernpunkt kultureller Veranstaltungen aufgestiegen.
Als Wesir hatte Ibn Tifilwit den Philosophen Avempace ernannt. Dieser hatte sich aber durch seinen Charakter schnell sehr viele Feinde gemacht und war dann eingekerkert worden. Nach seiner Freilassung zog Avempace es vor, die Stadt zu verlassen.
Ibn Tifilwit verstarb bereits im Winter des Jahres 1117 und hatte keinen weiteren muslimischen Nachfolger. Am 18. Dezember 1118 betrat Alfons I. die Stadt, nachdem er sie nach einem wohldurchdachten Plan längere Zeit belagert hatte.